# Sandusky County
Sandusky County är ett administrativt område i delstaten Ohio, USA, med 60 944 invånare. Den administrativa huvudorten (county seat) är Fremont.

## Geografi
Enligt United States Census Bureau har countyt en total area på 1 082 km². 1 060 km² av den arean är land och 22 km² är vatten.

### Angränsande countyn
- Ottawa County - norr
- Erie County - öst
- Huron County - sydost
- Seneca County - söder
- Wood County - väst

### Orter
- Clyde
- Elmore (delvis i Ottawa County)
- Fremont (huvudort)
- Helena
- Woodville